# Après-ski
Ne doit pas être confondu avec Après ski, film québécois sorti en 1971.

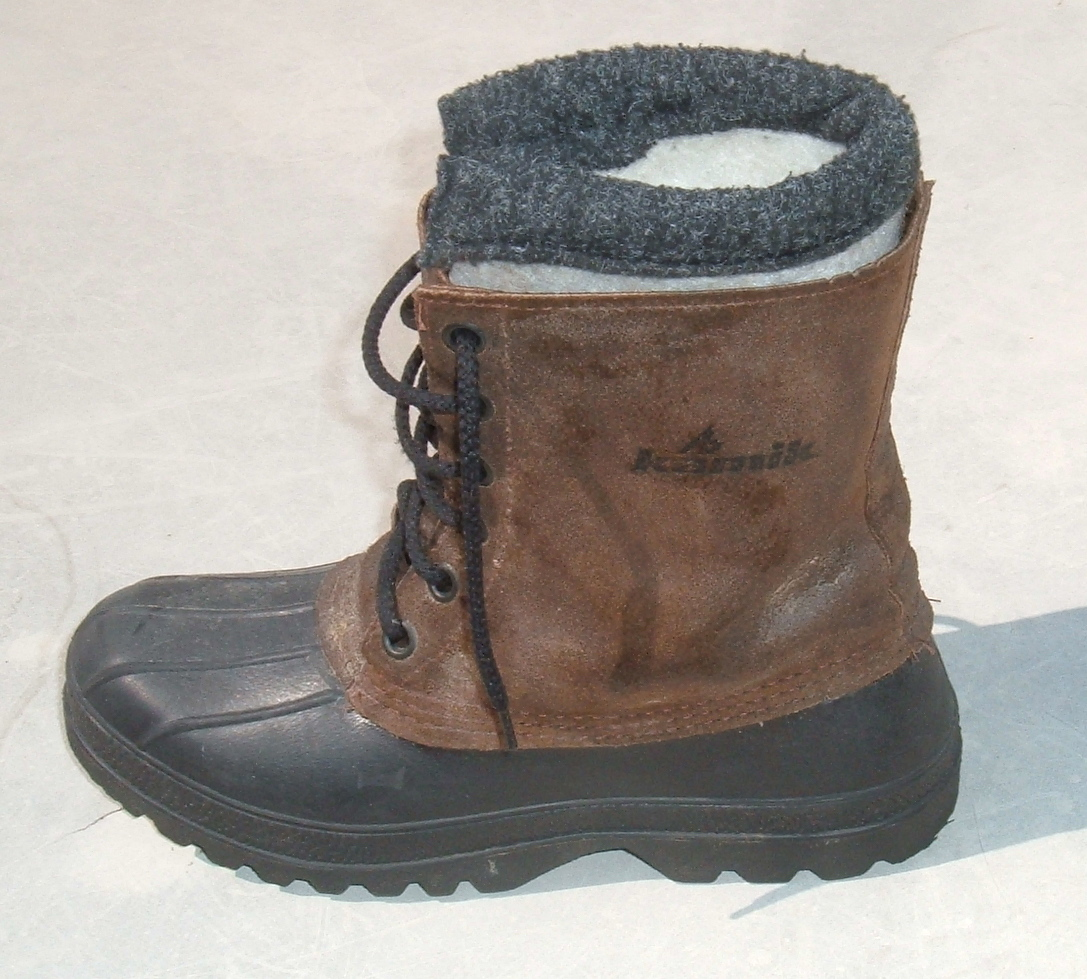
Une botte après-ski, adaptée à la neige et au froid

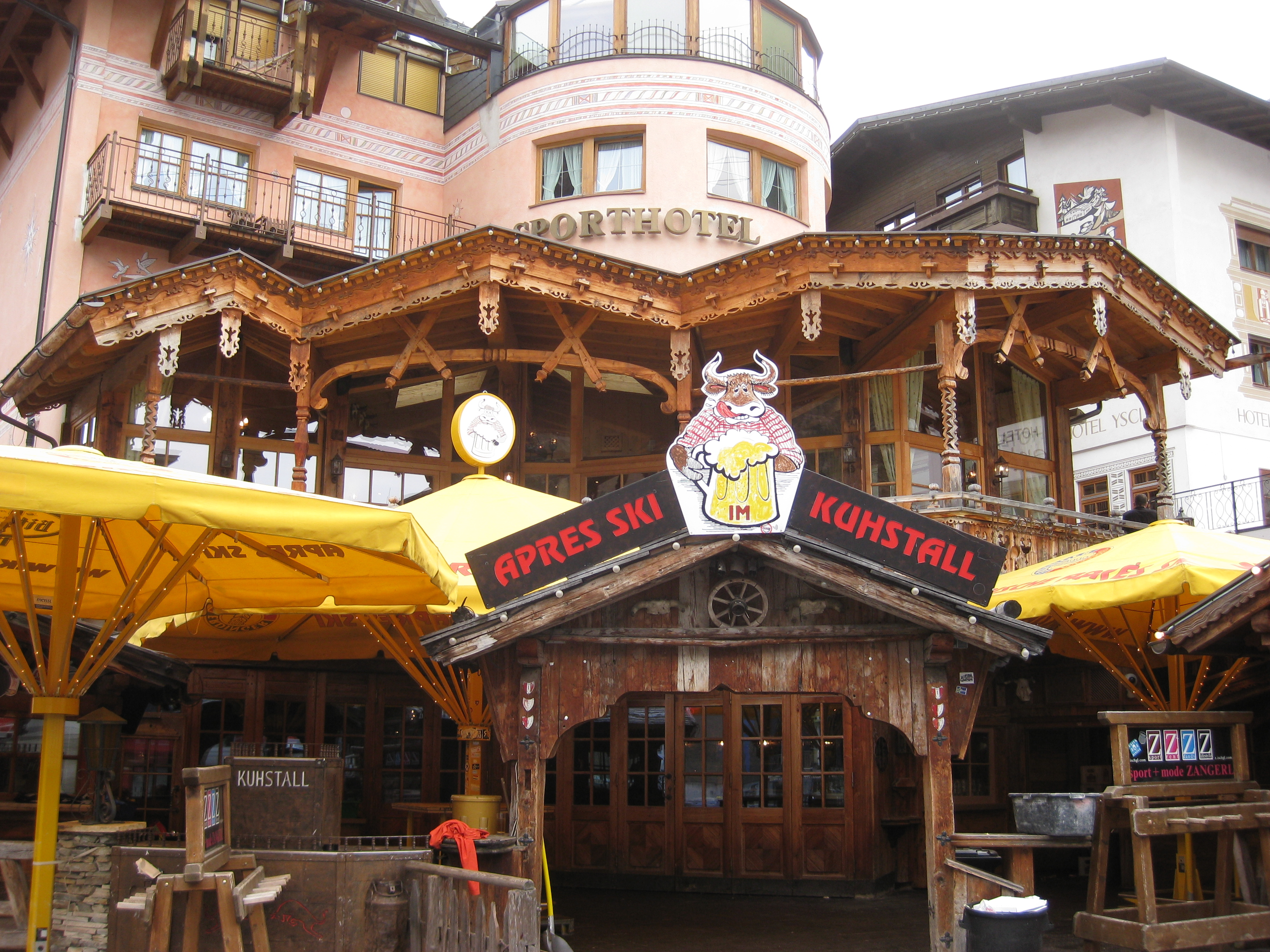
Bar pour l'après-ski en Autriche.

Les après-ski sont des bottes isolant du froid, que l'on porte quand on ne fait pas de ski. Dans l'imaginaire collectif le terme après-ski fait référence principalement à ces bottes puis aux activités de socialisation après ou périphérique au ski. Au Québec, le terme après-ski se limite aux activités après le ski car les bottes isolantes sont des bottes d'hiver.
Le terme français « après-ski » désigne aussi, dans plusieurs langues (allemand, anglais...), les sorties et plus généralement la socialisation après une journée de ski. C'est un concept similaire au dix-neuvième trou au golf ou à la troisième mi-temps au rugby et comparable à l’« after » dans les activités festives.
Le principe est surtout populaire dans les Alpes, où les skieurs font souvent une pause au bar après leur dernière descente. Aux États-Unis, le terme est utilisé plus largement pour décrire l'atmosphère des stations de ski et de la culture de ski, l'architecture et la décoration à thème et le style de vie orienté vers le ski en général.
Le terme « après-ski » est aussi de plus en plus appliqué dans un sens péjoratif, pour désigner ceux dont l'intérêt dans les sports d'hiver se limite principalement à l'image, tels que les marques de prestige d'équipement coûteux et saisonniers de la mode des vêtements de ski.